# Episodi di Hawaii Five-0 (settima stagione)
La settima stagione della serie televisiva Hawaii Five-0, composta da 25 episodi, è stata trasmessa in prima visione assoluta negli Stati Uniti sul canale CBS dal 23 settembre 2016 al 12 maggio 2017.
In lingua italiana la stagione ha debuttato in prima visione in Svizzera su RSI LA2 il 12 marzo 2017.
In Italia il primo episodio della stagione è stato trasmesso su Rai 2 il 15 maggio 2017. I restanti sono andati in onda dal 5 marzo al 17 maggio 2018.
| nº | Titolo originale                                                                        | Titolo italiano                    | Prima TV USA      | Prima TV in lingua italiana |
| -- | --------------------------------------------------------------------------------------- | ---------------------------------- | ----------------- | --------------------------- |
| 1  | Makaukau 'oe e Pa'ani? (Ready to Play?)                                                 | Pronti a giocare?                  | 23 settembre 2016 | 12 marzo 2017               |
| 2  | No Ke Ali'i' Wahine A Me Ka Aina (For Queen and Country)                                | Dio salvi la regina                | 30 settembre 2016 | 26 marzo 2017               |
| 3  | He Moho Hou (New Player)                                                                | Nuovo giocatore                    | 7 ottobre 2016    | 2 aprile 2017               |
| 4  | Hu a'e ke ahi lanakila a Kamaile (The Fire of Kamile Rises in Triumph)                  | Ossessioni                         | 14 ottobre 2016   | 16 aprile 2017              |
| 5  | Ke Ku 'Ana (The Stand)                                                                  | Il secondo emendamento             | 21 ottobre 2016   | 30 aprile 2017              |
| 6  | Ka hale ho'okauwel (House of Horrors)                                                   | Dolcetto o scherzetto?             | 28 ottobre 2016   | 28 maggio 2017              |
| 7  | Ka makuahine a me ke keikikane (Mother and Son)                                         | Madre e figlio                     | 4 novembre 2016   | 4 giugno 2017               |
| 8  | Hana Komo Pae (Rite of Passage)                                                         | Riti di passaggio                  | 11 novembre 2016  | 25 giugno 2017              |
| 9  | Elua la ma Nowemapa (Two Days in November)                                              | Due giorni di novembre             | 18 novembre 2016  | 9 luglio 2017               |
| 10 | Ka Luhi (The Burden)                                                                    | Il fardello                        | 9 dicembre 2016   | 16 luglio 2017              |
| 11 | Ka'ili Aku (Snatchback)                                                                 | Il salvataggio                     | 16 dicembre 2016  | 23 luglio 2017              |
| 12 | Ka 'Aelike (The Deal)                                                                   | Il contratto                       | 6 gennaio 2017    | 30 luglio 2017              |
| 13 | Ua ho'i ka 'opua i Awalua (The Clouds Always Return to Awalua)                          | Le nuvole tornano sempre ad Awalua | 13 gennaio 2017   | 20 agosto 2017              |
| 14 | Ka laina ma ke one (Line in the Sand)                                                   | Confini                            | 20 gennaio 2017   | 27 agosto 2017              |
| 15 | Ka Pa'ani Nui (Big Game)                                                                | A caccia di squali                 | 3 febbraio 2017   | 10 settembre 2017           |
| 16 | Poniu I Ke Aloha (Crazy In Love)                                                        | Pazzi d'amore                      | 10 febbraio 2017  | 17 settembre 2017           |
| 17 | Hahai i na pilikua nui (Hunting Monsters)                                               | La grande sfida                    | 17 febbraio 2017  | 17 settembre 2017           |
| 18 | E Malama Pono (Handle with Care)                                                        | Maneggiare con cura                | 24 febbraio 2017  | 24 settembre 2017           |
| 19 | Puka 'ana (Exodus)                                                                      | Exodus                             | 10 marzo 2017     | 24 settembre 2017           |
| 20 | Huikau Na Makau A Ka Lawai'a (The Fishhooks of the Fishers become Entangled             | Vecchia scuola                     | 31 marzo 2017     | 1º ottobre 2017             |
| 21 | Ua Malo'o Ka Wai (The Water is Dried Up)                                                | Fantasmi                           | 7 aprile 2017     | 1º ottobre 2017             |
| 22 | Waimaka 'Ele'ele (Black Tears)                                                          | Lacrime nere                       | 14 aprile 2017    | 15 ottobre 2017             |
| 23 | Wehe 'ana (Prelude)                                                                     | La voce del silenzio               | 28 aprile 2017    | 15 ottobre 2017             |
| 24 | He ke'u na ka 'alae a Hin (A Croaking By Hina's Mudhen)                                 | Shukran                            | 5 maggio 2017     | 5 novembre 2017             |
| 25 | Ua Mau Ke Ea O Ka Aina I Ka Pono (The Life of the Land is Perpetuated in Righteousness) | Atto eroico                        | 12 maggio 2017    | 5 novembre 2017             |

## Pronti a giocare?
- Titolo originale: Makaukau 'oe e Pa'ani? (Ready to Play?)
- Diretto da: Bryan Spicer
- Scritto da: Peter M. Lenkov ed Eric Guggenheim

### Trama[3]
Il ritrovamento di un cadavere nel quartier generale della Five-0 mette la squadra in allarme. La vittima è un pericoloso serial killer che aveva ucciso alcuni turisti poco tempo prima e che con molta probabilità agiva con un complice. La caccia al secondo uomo e la messa in sicurezza dell'isola diventano quindi l'obiettivo primario della squadra, ma presto la Five-0 si renderà conto di trovarsi di fronte a un abile giocatore di scacchi che usa le sue vittime come pedoni.
- Ascolti USA: 10 milioni di telespettatori con un rating dell'1,3%
- Ascolti Italia: 1,237 milioni di telespettatori con uno share del 5,16%

## Dio salvi la regina
- Titolo originale: No Ke Ali'i Wahine A Me Ka 'Aina (For Queen and Country)
- Diretto da: Sylvain White
- Scritto da: David Wolkove e Matt Wheeler

### Trama[4]
In seguito alla misteriosa morte di una modella, la Five-0 si ritrova a dover collaborare con un agente segreto britannico inizialmente sospettato di essere l'assassino della ragazza, con l'obiettivo di fermare un pericoloso terrorista e sventare un attentato in Europa. Nel frattempo, la caccia al serial killer che muove i pezzi della scacchiera continua e McGarrett chiede aiuto alla ex profiler dell'FBI Alicia Brown.
- Guest star: Chris Vance (agente britannico)

## Nuovo giocatore
- Titolo originale: He Moho Hou (New Player)
- Diretto da: Bryan Spicer
- Scritto da: Peter M. Lenkov e Cyrus Nowrasteh

### Trama[5]
Dopo aver trovato il cadavere di uno sconosciuto nel suo letto, l'ex profiler dell'FBI Alicia Brown, non ha scelta: deve collaborare con la Five-0 nella ricerca dello spietato serial killer. Nel frattempo Kono incontra una sua vecchia avversaria di surf e scopre che ora è una veterana di guerra.
- Guest star: Claire Forlani (Alicia Brown)

## Ossessioni
- Titolo originale: Hu a'e ke ahi lanakila a Kamaile (The Fire of Kamile Rises in Triumph)
- Diretto da: Bronwen Hughes
- Scritto da: Peter M. Lenkov e Cyrus Nowrasteh

### Trama[6]
Alicia e McGarrett sospettano di aver scoperto l'identità del pericoloso serial killer che muove i pezzi della scacchiera e vogliono porre fine al suo gioco, ma questi capisce le loro intenzioni e li anticipa colpendoli alle spalle. Un compito arduo spetta quindi ai colleghi della Five-0: ritrovare il comandante e Alicia prima che sia troppo tardi.

## Il secondo emendamento
- Titolo originale: Ke Ku 'Ana (The Stand)
- Diretto da: Bobby Roth
- Scritto da: Jason Gavin e Derek Santos Olson

### Trama[7]
Adam viene rilasciato di prigione e può quindi finalmente riunirsi a Kono. Nel frattempo la Five-0 è alle prese con un uomo che, dopo aver sfondato con un bulldozer un poligono di tiro e aver rubato armi molto costose, prende in ostaggio delle persone alla Corte suprema.

## Dolcetto o scherzetto?
- Titolo originale: Ka hale ho'okauwel (House of Horrors)
- Diretto da: Ron Underwood
- Scritto da: David Wolkove e Matt Wheeler

### Trama[8]
È Halloween e la squadra indaga sulla misteriosa morte di una medium che abitava in una casa infestata dagli spiriti fin dagli anni '40. Nel frattempo, durante il viaggio per un weekend romantico, Kono e Adam si imbattono in una ragazza che ha avuto un incidente stradale e il loro fine settimana prende una piega inaspettata. 

## Madre e figlio
- Titolo originale: Ka Makuahine A Me Ke Keikikane (Mother and Son)
- Diretto da: Bryan Spicer
- Scritto da: Eric Guggenheim e David Wolkove

### Trama[9]
Catherine, l'ex fidanzata di Steve, si presenta inaspettatamente a casa del comandante per comunicargli che la madre è in pericolo: è questione di tempo e per salvarla sarà necessario anche il suo aiuto. Nel frattempo Chin deve iniziare a rassegnarsi all'idea che la piccola Sara potrebbe essere presa in custodia dai parenti e quindi trasferita in Messico.

## Riti di passaggio
- Titolo originale: Hana Komo Pae (Rite of Passage)
- Diretto da: Brad Tanenbaum
- Scritto da: Rob Hanning

### Trama[10]
Danny si prepara ad accompagnare Grace al "Gran ballo d'inverno" con l'intento di scoprire chi è il ragazzo della figlia, ma la serata assume una brutta piega quando cinque uomini armati irrompono nella sala e prendono tutti in ostaggio, con l'obiettivo di rapire il figlio di un diplomatico. 

## Due giorni di novembre
- Titolo originale: Elua la ma Nowemapa (Two Days in November)
- Diretto da: Maja Vrvilo
- Scritto da: Sean Farina

### Trama[11]
Susie, una teorica del complotto amica di Jerry in visita sull'isola, viene uccisa proprio quando credeva di essere sul punto di trovare nuove informazioni sulla morte di JFK che avrebbero cambiato la storia. La Five-0 vuole quindi vederci chiaro e capire quali fatti accaduti nel novembre del 1963 potrebbero aver messo in pericolo la vita della donna.

## Il fardello
- Titolo originale: Ka Luhi (The Burden)
- Diretto da: Carlos Bernard
- Scritto da: Helen Shang e Zoe Robyn

### Trama[12]
Durante una seduta ipnotica, un giovane ricorda di aver assistito a un omicidio irrisolto accaduto dieci anni prima; la scoperta di nuove prove fa quindi riaprire il caso. Nel frattempo la sorella di Danny, Bridget, è in visita a Oahu e lui sospetta che ci possa essere del tenero tra lei e un collega.

## Il salvataggio
- Titolo originale: Ka'ili Aku (Snatchback)
- Diretto da: Jennifer Lynch
- Scritto da: Matt Wheeler

### Trama[13]
Si respira aria di Natale e tutti stanno celebrando il compleanno di Chin, ma il party finisce quando il festeggiato riceve una telefonata in cui gli viene comunicato che la piccola Sara è stata rapita. La Five-0 si reca quindi in Messico dove farà tutto il possibile per ritrovarla sana e salva. 

## Il contratto
- Titolo originale: Ka 'Aelike (The Deal)
- Diretto da: Joe Dante
- Scritto da: David Wolkove e Matt Wheeler

### Trama[14]
Dopo che Chin si è consegnato a un cartello della droga per salvare la piccola Sara, la Five-0 non intende tornare alle Hawaii senza prima aver recuperato il collega. Una volta giunta a Oahu, la squadra affronta un caso che porterà Lou a lavorare sotto copertura nei panni di un venditore d'auto.

## Le nuvole tornano sempre ad Awalua
- Titolo originale: Ua ho'i ka 'opua i Awalua (The Clouds Always Return to Awalua)
- Diretto da: Jim Jost
- Scritto da: Cyrus Nowrasteh

### Trama[15]
Max si sta preparando per il suo trasferimento e Jerry gli dà una mano, ma prima del commiato la Five-0 è chiamata ad indagare sull'omicidio di un sergente della polizia di Milwaukee, arrivato sull'isola per un convegno e ritrovato senza vita tra i detriti di un'esplosione che ha devastato gli uffici di uno studio legale.

## Confini
- Titolo originale: Ka laina ma ke one (Line in the Sand)
- Diretto da: Peter Weller
- Scritto da: Sean O'Reilly

### Trama[16]
Un ex detenuto sospettato di omicidio si è rifugiato nel territorio di uno stato sovrano che secondo gli accordi governativi non appartiene agli Stati Uniti. La Five-0 cerca quindi di negoziare con la comunità del luogo nel pieno rispetto dei confini, ma il compito si fa particolarmente arduo quando interviene un agente federale che non intende perdere altro tempo.

## A caccia di squali
- Titolo originale: Ka Pa'ani Nui (Big Game)
- Diretto da: Bryan Spicer
- Scritto da: Helen Shang

### Trama[17]
Il corpo di un uomo senza vita rinvenuto al porto e il cadavere di una donna trovato in acqua dalla guardia costiera sono i due casi all'ordine del giorno per la Five-0. Il primo è un cacciatore di animali esotici arrivato sull'isola per catturare uno squalo bianco, mentre la seconda è una giovane donna giunta alle Hawaii apparentemente per fare volontariato, ma un tatuaggio sospetto sul suo braccio dà il via alle indagini della squadra.

## Pazzi d'amore
- Titolo originale: Poniu I Ke Aloha (Crazy In Love)
- Diretto da: Jerry Levine
- Scritto da: David Wolkove e Matt Wheeler

### Trama[18]
È San Valentino e mentre McGarrett e Danny condividono una giornata romantica con le rispettive compagne, il resto della squadra indaga sulla misteriosa morte di un giovane programmatore di Palo Alto arrivato sull'isola per seguire un seminario su come rimorchiare le donne.

## La grande sfida
- Titolo originale: Hahai i na pilikua nui (Hunting Monsters)
- Diretto da: Roderick Davis
- Scritto da: Rob Hanning

### Trama[19]
Dopo mesi di latitanza, in stato confusionale e con le mani sporche di sangue, la dottoressa Madison Gray si presenta inaspettatamente alla centrale della polizia, affermando di non ricordare nulla degli spietati crimini commessi. Alla Five-0 spetta ora capire quale strategia intende attuare l'arguta manipolatrice, prima che la vita di Alicia venga nuovamente messa in pericolo.

## Maneggiare con cura
- Titolo originale: E Malama Pono (Handle with Care)
- Diretto da: Eagle Egilsson
- Scritto da: Zoe Robyn

### Trama[20]
Un gruppo di pericolosi terroristi, nascosti nel bel mezzo della giungla, si è impossessato di un carico di uranio scomparso per costruire una bomba in grado di uccidere la metà della popolazione dell'isola. La squadra riesce a rintracciare l'ordigno, ma McGarrett e Danny hanno solamente un'ora di tempo per tentare di disinnescarlo.

## Exodus
- Titolo originale: Puka 'ana (Exodus)
- Diretto da: Bronwen Hughes
- Scritto da: Eric Guggenheim

### Trama[21]
McGarrett e Kono indagano su una giovane ragazza scappata di casa settimane prima e sospettano che sia vittima di un giro di prostituzione minorile. Nel frattempo Grover e Chin sono alle prese con la misteriosa morte di tre uomini freddati in un centro di recupero e scoprono che la sede veniva usata come deposito da spacciatori.

## Vecchia scuola
- Titolo originale: Huikau Na Makau A Ka Lawai'a (The Fishhooks of the Fishers become Entangled)
- Diretto da: Jerry Levine
- Scritto da: Matt Wheeler

### Trama
Harry Brown si presenta alla Five-0 denunciando il rapimento di una donna che stava seguendo per conto del marito di questa. Anche un'amica della donna, amante del marito, viene anch'essa rapita. Rachel e Sten stanno per divorziare, Danny è preoccupato.

## Fantasmi
- Titolo originale: Ua Malo'o Ka Wai (The Water is Dried Up)
- Diretto da: Eagle Egilsson
- Scritto da: Peter M. Lenkov e Eric Guggenheim

### Trama
La Five-0 indaga sugli omicidi avvenuti su un'imbarcazione della guardia costiera e ciò li conduce alla Yakuza, che li imprigiona. Nel frattempo Lou è a Chicago per testimoniare su Clay Maxwell e si rende conto di non avere più amici lì.

## Lacrime nere
- Titolo originale: Waimaka 'Ele'ele (Black Tears)
- Diretto da: Bryan Spicer
- Scritto da: David Wolkove

### Trama
Il team indaga su una serie di rapine in banche legate ai militari compiute da uomini di un'agenzia di sicurezza privata che operava in Afghanistan. Adam, che lavora in un cantiere, rinviene un osso mentre lavora e chiede aiuto a Jerry.

## La voce del silenzio
- Titolo originale: Wehe 'ana (Prelude)
- Diretto da: Maja Vrvilo
- Scritto da: Helen Shang e Zoe Robyn

### Trama
Il capitano Tanaka in pensione va da Danny per riaprire un caso di omicidio su cui avevano indagato 7 anni fa, il cui testimone credevano morto ma si scopre che in realtà era in coma e che ora cercano di eliminare definitivamente. La squadra tenterà di salvarlo.

## Shukran
- Titolo originale: He ke'u na ka 'alae a Hin (A Croaking By Hina's Mudhen)
- Diretto da: Krishna Rao
- Scritto da: Rob Hanning

### Trama
Una vecchia conoscenza di McGarrett, Salaam, lo avverte di mettere al sicuro la sua famiglia perché a breve ci sarà un attacco a Oahu. La squadra inizia a indagare da una rete di riciclaggio di soldi. A Chin viene proposto di trasferirsi a San Francisco a capo di una propria task-force.

## Atto eroico
- Titolo originale: Ua Mau Ke Ea O Ka Aina I Ka Pono (The Life of the Land is Perpetuated in Righteousness)
- Diretto da: Bryan Spicer
- Scritto da: Peter M. Lenkov e Eric Guggenheim

### Trama
Il team Five-0 continua ad indagare sul traffico di prostituzione minorile. Ciò porta all'inseguimento di un complice su un camion con a bordo un gruppo di ragazze. L'unico modo che hanno per salvarle è che Steve salti sul camion in corsa. Alla festa per il distintivo di Jerry, Steve confida a Danny che si sta curando da un avvelenamento da radiazioni avvenuto mentre disinnescava una bomba; Kono non si presenta alla festa, infatti è su un volo diretto a Carson City, Nevada.